# Jan Willem de Korver
Jan Willem de Korver (Djambi, 16 juni 1952) is een Nederlandse fysiotherapeut en golfprofessional.
Jarenlang was Jan Willem de Korver goed in twee sporten, hockey en golf. Zijn vader Jan de Korver, voormalig Engelandvaarder, werkte bij Shell waardoor het gezin regelmatig in het buitenland woonde. Zo begon hij met golf toen hij zes jaar was en nog in Indonesië woonde. Ook toen het gezin naar Colombia was verhuisd, kreeg hij tijdens de zomervakantie golfles van zijn vader. In Nederland speelden kinderen in die tijd meestal geen golf maar hockey. Hij kwam in het eerste team van De Kieviten en werd in 1964 lid van de Koninklijke Haagsche Golf & Country Club. 
In 1983 werd hij fysiotherapeut voor de Rotterdamse Stichting voor Cardio Revalidatie (RSCR). 
Als amateur golfer speelde hij twee keer het Spaans Amateur Kampioenschap en kwalificeerde hij zich voor het Brits Amateur Kampioenschap. Hij werd drie keer clubkampioen van de Haagsche en in de competitie werd hij met de Haagsche zes keer landskampioen. Ook won hij het NK Foursomes ofwel de Army Tankard in 1991 met Bart Nolte en in 1992 met Willem Oege Goslings.

In 2004 gaf hij zijn lidmaatschap van de Haagsche op om in 2005 golfprofessional te worden. Daarnaast is hij nog steeds therapeut.